# Camille Bulcke
Camille Bulcke (en néerlandais Kamiel Bulcke), né le (1er septembre 1909 à Ramskapelle en Belgique et mort le 17 août 1982 à New-Delhi (Inde), est un prêtre jésuite belge, missionnaire au Chotanagpur, en Inde, qui atteignit un très haut niveau de compétence en sanskrit (langue classique) et en hindi (la langue nationale).

## Études et formation
Camille Bulcke était déjà ingénieur (de l’Université de Louvain) lorsqu’il entra au noviciat des Jésuites de Tronchiennes, en 1930. Il fit ses études de philosophie à Valkenburg, aux Pays-Bas (1932-34). Il partit alors pour l’Inde où il enseigna quelques années les mathématiques au collège Saint-Joseph de Darjeeling et à Gumla. Suivirent les études de théologie préparatoires au sacerdoce (1939-1942) au St Mary's College de Kurseong, une petite ville dans l’Himalaya où se trouvait le théologat des jésuites de l’Inde. C’est également là qu’il fut ordonné prêtre en 1941. Il fit une licence en sanskrit à l’Université de Calcutta (1942-1944) et un doctorat en littérature hindi à l’université d’Allahabad (1945-1949).

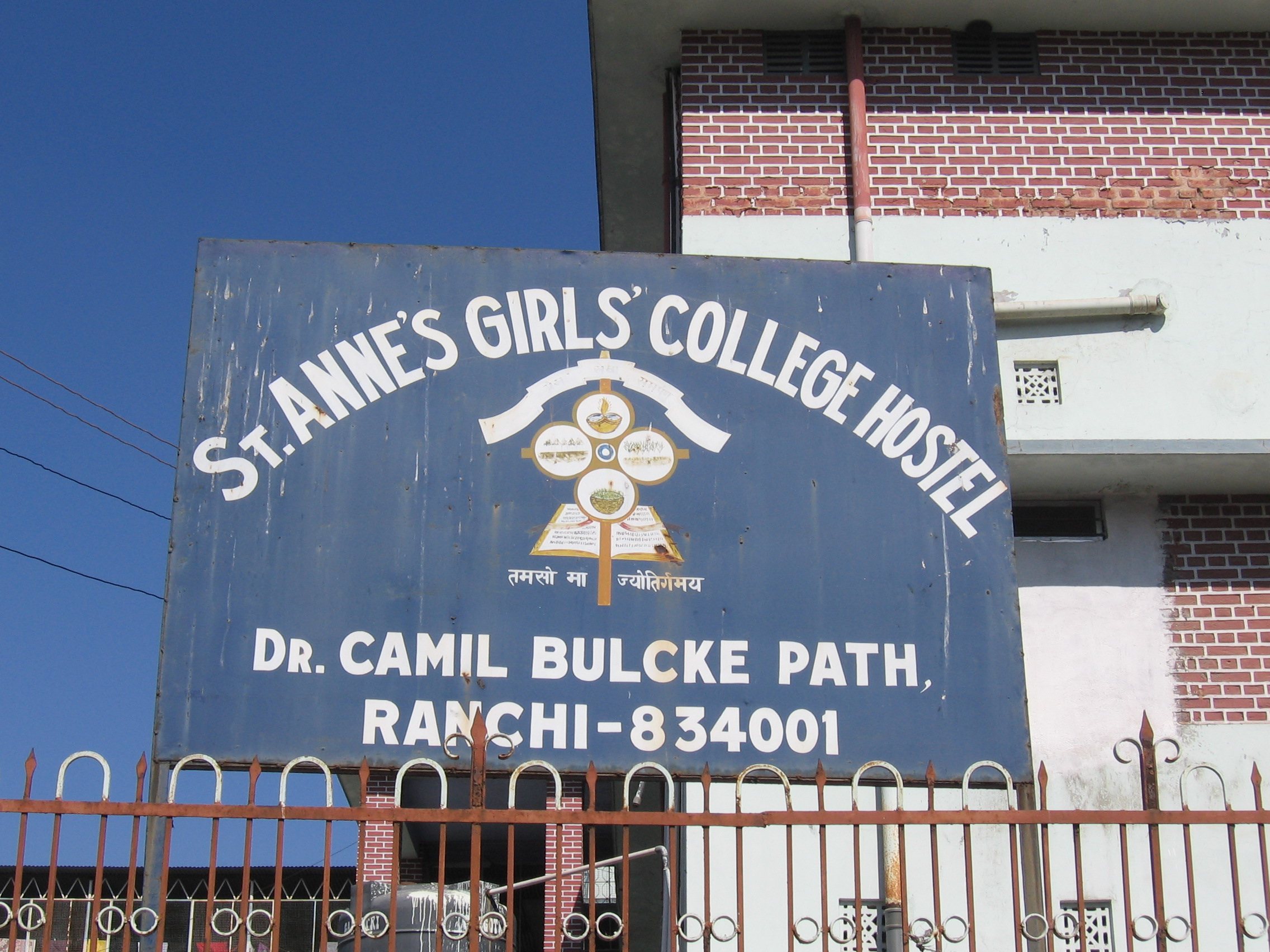
La rue Docteur Camil Bulcke à Ranchi (Jharkhand)

## Enseignement et recherches
En 1949, le R.P. Bulcke fut nommé directeur du département de hindi et sanskrit des Facultés Saint Xavier de Ranchi. De sérieux problèmes d’ouïe cependant le firent se tourner vers un travail de chercheur plutôt que de professeur. Séduit par Tulsidas, le grand poète hindi du XVIIe siècle, il le choisit comme sujet de sa thèse de doctorat. Sa passion était communicative et il était souvent invité à donner des conférences sur le poète Tulsidas et ses chants dévotionnels (Rama-katha). Sa compétence - et surtout son enthousiasme - étonnaient ceux qui l’écoutaient. Il faisait ainsi découvrir à beaucoup les valeurs profondes de la tradition spirituelle de l’Inde, ce qui, pour lui, était également une excellente introduction aux valeurs de l’Évangile. Il obtint la nationalité indienne en 1951, et fut fait membre de la commission gouvernementale pour la promotion de l’hindi comme langue nationale de l’Inde.

## Dictionnaire anglais-hindi
Une vie entière de recherche sur la langue hindi, de même que ses nombreux travaux de traduction fit qu’il rassembla un matériel considérable pour un dictionnaire anglais-hindi (40 000 mots) populaire en Inde du Nord. Jusqu’à la fin de sa vie, il continua à l’enrichir et le mettre à jour. Il prépara une vie du Christ, se basant sur les quatre évangiles : Muktidata (le Sauveur) et traduisit la Bible en hindi, sans compter d’autres livres liturgiques et de prière. Son amour pour la langue hindi, alliée à une stature imposante et une grande disposition à recevoir tous ceux qui venaient le consulter, étudiants et  chercheurs aussi bien que le peuple simple ou en difficulté, lui donnèrent une réputation de gourou. Nombreux étaient ceux qui venaient le consulter et souvent également pour des problèmes qui n’avaient rien à voir avec la littérature. 
Le père Camille Bulcke meurt le 18 août 1982 dans un hôpital de Delhi, à l'âge de 72 ans.  Il est d'abord enterré au cimetière 'Nicholson' mais, à la demande d'admirateurs et anciens élèves ses cendres sont ramenées à Ranchi  (14 mars 2018). L'urne est conservée au St Xavier's College de Ranchi.

## Œuvres
- (Hindi) Muktidata (The Saviour), Ranchi, 1942.
- The Theism of Nyaya Vaisheshika, Calcutta, 1947.
- (Hindi) Râmakathâ, Utpatti aur Vikâsa, Allahabad, 1950.
- English-Hindi Disctionary, Ranchi, 1981 (3d ed.).
- (Hindi) Naya Vidhana (New Testament), Ranchi, 1977.

## Reconnaissance publique et souvenir
- En 1974, le gouvernement de l’Inde lui décerna une des décorations civiles les plus importantes, la Padma Bhushan, pour sa « remarquable contribution au développement de la littérature hindie ».
- Son nom fut donné à une rue de Ranchi, la Dr Camil Bulcke path, près de Manresa House où il résidait.
- En mars 2018, ses cendres furent ramenées de Delhi et l'urne les contenant placée sous un buste à son effigie érigé sur le campus des facultés Saint-Xavier de Ranchi.
- En 2020, une plaque commémorative est apposée à Ramskapelle, sa localité de naissance[4].